# Magomedrasul Gazimagomedow
Magomedrasul Muchtarowitsch Gazimagomedow (russisch Магомедрасул Мухтарович Газимагомедов; * 8. April 1991 in Dagestan) ist ein russischer Ringer. Er wurde 2015 und 2018 Weltmeister im freien Stil in der Gewichtsklasse bis 70 kg Körpergewicht.

## Werdegang
Magomedrasul Gazimagomedow gehört der Volksgruppe der Tindi, einer moslemischen Minderheit, die im Süden von Dagestan lebt, an. Der 1,77 Meter große Athlet ist jetzt in Stawropol ansässig und gehört dem Sportclub Bazarganowa an. Seine Trainer waren bzw. sind Eldar Nashmudinow, Ferzula Islamow und Chaibulla Chaibullajew.
Magomedrasul Gazimagomedow ist ein Spätstarter, denn er kam erst im Alter von 23 Jahren in die russische Nationalmannschaft der Freistilringer. 2015 wurde er ganz überraschend russischer Meister in der Gewichtsklasse bis 70 kg. Auf dem Weg zu diesem Erfolg besiegte er in einem Vorrundenkampf den amtierenden Weltmeister von 2014 Chetag Zabolow und im Finale auch Israil Kasjumow. Er wurde daraufhin vom russischen Ringer-Verband schon bei den Europaspielen im Juni 2015 in Baku eingesetzt und gewann dort mit Siegen über Saur Efendiew, Serbien, Jewgeni Nedealco, Moldawien, Yakup Gör, Türkei und Magomedmurad Gadschijew, Polen den Titel. Im September 2015 siegte er auch bei der Weltmeisterschaft in Las Vegas. Auf dem Weg zu diesem Erfolg besiegte er Anchbayar Batchuluun, Mongolei, Nurlan Bekschanow, Kasachstan, Yakup Gör, Asamat Nurikau, Weißrussland und Hassan Yazdani aus dem Iran.
Im November 2015 startete er bei der sog. „Club-Weltmeisterschaft“ in Mazadaran/Iran für die iranische Mannschaft „Bimeh Razi“, die diese Club-Weltmeisterschaft gewann. Auf dem Weg zu diesem Erfolg besiegte er Mortesa Goudarzi, Iran, Balász Kálmán, Ungarn, Bold Khuu Batsukh, Mongolei, Dadaschpour Saeid, Iran und Dustin Schlatter aus den Vereinigten Staaten.
Im Januar 2016 verletzte sich Magomedrasul Gazimagomedow beim „Iwan-Yarigin“-Turnier in Krasnojarsk und fiel das ganze Jahr 2016 aus. Er verpasste damit auch einen möglichen Start bei den Olympischen Spielen in Rio de Janeiro.
Das Jahr 2017 war nach der Genesung davon bestimmt, in mehreren Aufbau-Turnieren wieder die alte Form zu erlangen. Das gelang ihm auch hervorragend. Zwar musste er sich beim „Iwan-Yarigin“-Turnier 2018 in Krasnojarsk in der Gewichtsklasse bis 70 kg hinter Magomed Kurbanalijew mit dem 2. Platz begnügen, aber bei der russischen Meisterschaft dieses Jahres wurde er vor Arbak Sat, Magomed Kurbanalijew und Dawid Bajew wieder russischer Meister. Er wurde daraufhin wieder bei der Weltmeisterschaft, die in Budapest stattfand, eingesetzt. In Budapest besiegte er Mustafa Kaya, Türkei, Haislan Antonio Veranes Garcia, Kanada, Byambadorj Bat Erdene, Mongolei, Surabi Iakobischwili, Georgien und Adam Batirow, Bahrain und wurde zu zweiten Mal Weltmeister.
Bei der Europameisterschaft 2019 in Bukarest verlor Magomedrasul Gazimagomedow in der Gewichtsklasse bis 70 kg in seinem ersten Kampf knapp mit 3:4 techn. Punkten gegen Aghahüseyin Mustafajew aus Aserbaidschan. Da dieser das Finale erreichte, konnte er in der Trostrunde weiterringen und sich mit Siegen über Dewid Safarjan, Armenien und Nicolae Cojocaru, Großbritannien, eine Bronzemedaille sichern.

## Internationale Erfolge
| Jahr | Platz | Wettbewerb                                     | Gewichtsklasse | Ergebnisse |
| 2014 | 9.    | „Iwan-Yarigin“-Grand-Prix in Krasnojarsk       | bis 70 kg      | Sieger: Israil Kasjumow vor Ramasan Schamschudinow, beide Russland                                                                                             |
| 2014 | 1.    | Ramasan-Kadirow-Cup in Grosny                  | bis 70 kg      | vor Rasul Dschukajew, Gadschi Gadschijew und Israil Kasjumow, alle Russland                                                                                    |
| 2014 | 7.    | Intercontinental-Cup in Chasavjurt             | bis 70 kg      | Sieger: Magomedmurad Gadschiew, Polen vor Israil Kasjumow |
| 2015 | 1.    | „Alexander-Medwed“-Preis in Misnk              | bis 70 kg      | vor Schan Safjan, Weißrussland, Magomedchabib Kadimagomedow und Ildis Ginijatullin, beide Russland                                                             |
| 2015 | 1.    | Europaspiele 2015 in Baku                      | bis 70 kg      | nach Siegen über Saur Efendiew, Serbien, Jewgeni Nedealco, Moldawien, Yakup Gör, Türkei und Magomedmurad Gadschiew                                             |
| 2015 | 1.    | WM in LAs Vegas                                | bis 70 kg      | nach Siegen über Anchbayar Batchuluun, Mongolei, Nurlan Bekschanow, Kasachstan, Yakup Gör,m Asamat Nurikau, Weißrussland und Hassan Yazdanicharati, Iran       |
| 2016 | 19.   | „Iwan-Yarigin“-Grand-Prix in Krasnojarsk       | bis 70 kg      | Sieger: Saur Makijewm Muslim Dadajew, Kachaber Chubeschti und Ahmed Gadschimagomedow, alle Russland                                                            |
| 2017 | 3.    | „Yasar-Dogu“-Turnier in Istanbul               | bis 70 kg      | hinter Magomedchabib Kadimagomedow und Ildus Ginijatullin, beide Russland, gemeinsam mit Zafer Dama, Türkei                                                    |
| 2017 | 1.    | „Dan Kolow“ & „Mikola Petrow“-Turnier in Russe | bis 70 kg      | vor Nikolai Kurtew, Bulgarien, Alexander Semisorow, Deutschland und Ruslan Dibirgadschiew, Aserbaidschan                                                       |
| 2017 | 2.    | „Ali-Alijew“-Turnier in Kaspiisk               | bis 70 kg      | hinter Frank Chamizo Marquez, Italien, vor Mandachnaran Ganzorig, Mongolei und Renat Ramasanow, Russland                                                       |
| 2017 | 2.    | Intercontinental-Cup in Chasavjurt             | bis 70 kg      | hinter Murat Kuramagomedow, vor Saipulla Alibulatow und Alibeg Akbajew, alle Russland                                                                          |
| 2017 | 3.    | Intern. D.A.-Kunajew-Turnier in Taras          | bis 70 kg      | hinter Israil Kasjumow und Roland Ondar, beide Russland, gemeinsam mit Surabi Iakobischwili, Georgien                                                          |
| 2018 | 2.    | „Iwan-Yarigin“-Grand-Prix in Krasnojarsk       | bis 70 kg      | hinter Magomed Kurbanalijew, vor Frank Molinaro, USA und Andrei Kwiatkowski, Ukraine                                                                           |
| 2018 | 3.    | Präsidenten-Cup von Burjatien in Ulan-Ude      | bis 74 kg      | hinter Arslan Budaschapow, Russland und Mandachnaran Ganzorig, Mongolei                                                                                        |
| 2018 | 2.    | „Ali-Alijew“-Turnier in Kaspiisk               | bis 74 kg      | hinter Achmed Usmanow, Russland, vor Muschin Jewlojew, Kirgisistan und Magomed Dibirgadschiew, Russland                                                        |
| 2018 | 1.    | WM in Budapest                                 | bis 70 kg      | nach Siegen über Mustafa Kaya, Türkei, Haislan Antonin Veranes Garcia, Kanada, Byambadorj Bat Erdene, Mongolei, Surabi Iakobischwili und Adam Batirow, Bahrain |
| 2019 | 1.    | „Iwan-Yarigin“-Grand-Prix in Krasnojarsk       | bis 70 kg      | vor Mandachnaran Ganzorig, Enchbayar Byambadorj, Mongolei und Rasumbek Schamalow, Russland                                                                     |
| 2019 | 3.    | EM in Bukarest                                 | bis 70 kg      | nach einer Niederlage gegen Aghahüseyin Mustafajew, Aserbaidschan und Siegen über Dewid Safarjan, Armenien und Nicolae Cojocaru, Großbritannien                |

## Russische Meisterschaften
| Jahr | Platz | Gewichtsklasse | Ergebnisse                                                   |
| 2015 | 1.    | bis 70 kg      | vor Israil Kasjumow, Jewgeni Scherbajew und Rasul Dschukajew |
| 2018 | 1.    | bis 70 kg      | vor Arbak Sat, Magomed Kuranalijew und Dawid Bajew           |

Erläuterungen
- alle Wettkämpfe im freien Stil
- WM = Weltmeisterschaft